# Heilig Kreuz (Wintershof)

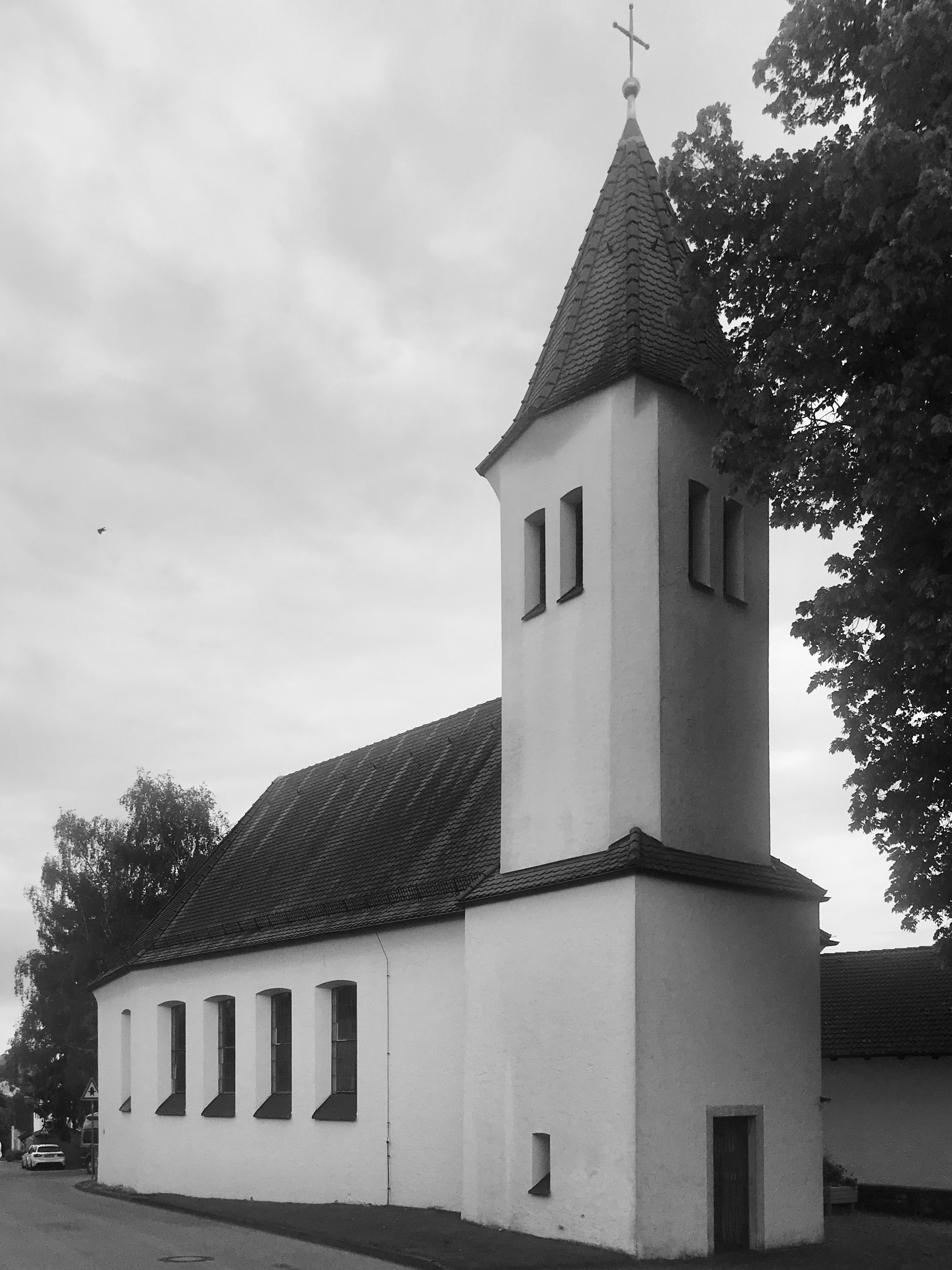
Wintershof, Heilig-Kreuz-Kirche

Die Heilig-Kreuz-Kirche in Wintershof, einem Ortsteil der Stadt Eichstätt im gleichnamigen oberbayerischen Landkreis, wurde 1955 unter Einbeziehung des bereits bestehenden Turms von Josef Elfinger errichtet. Die Kirche ist unter der Aktennummer D-1-76-123-352 in der Denkmalliste Bayern eingetragen.

## Lage
Die Filialkirche befindet sich in Wintershof, auf der Jurahochfläche nördlich von Eichstätt, in der Prinz-Max-Straße.

## Geschichte und Architektur
Der Turm stammt aus dem 18. Jahrhundert. Das römisch-katholische Kirchengebäude wurde in den Jahren von 1954 bis 1955 unter Einbeziehung des bestehenden Westturms nach den Plänen des Ingolstädter Architekturbüros Elfinger erweitert und ausgestattet. Besonderheit des neuen Langhauses ist die Deckengestaltung des Innenraums. Die vier Glocken mit der Tonfolge gis1, h1, cis2 und dis2 wurden 1955 von der Gießerei Czudnochowsky in Erding gegossen.

## Denkmal
Die Ortskirche von Wintershof steht unter Denkmalschutz und ist im Denkmalatlas des Bayerischen Landesamtes für Denkmalpflege und in der Liste der Baudenkmäler in Eichstätt eingetragen.